# Pamela Bileck
Pamela Bileck (Pittsburgh, Estados Unidos, 1 de diciembre de 1968) es una gimnasta artística estadounidense, campeona olímpica en 1984 en el concurso por equipos.

## 1984
En los JJ. OO. de Los Ángeles gana la plata en el concurso por equipos, tras Rumania (oro) y por delante de China (bronce), siendo sus compañeras de equipo: Michelle Dusserre, Kathy Johnson, Julianne McNamara, Mary Lou Retton y Tracee Talavera.